# Lüdersburg
Lüdersburg ist eine Gemeinde in der Samtgemeinde Scharnebeck im Landkreis Lüneburg in Niedersachsen.

## Geographie

### Ausdehnung des Gemeindegebiets
Die Gemeinde erstreckt sich auf einer Fläche von 18,87 Quadratkilometern.

### Gemeindegliederung
Zur Gemeinde gehören die Ortsteile Lüdersburg, Ahrenschulter, Bockelkathen, Grevenhorn, Jürgenstorf und Neu-Jürgenstorf.

## Geschichte
Erstmals urkundlich erwähnt wurden Ort und Burg Lüdersburg im Jahre 1225. Archäologische Ausgrabungen deuten jedoch darauf hin, dass hier bereits um 800 menschliche Ansiedlungen zu finden waren. Der Ursprung des Ortsnamens Lüdersburg kommt vermutlich von Lothars Burg.

## Eingemeindungen
Vor 1974 gab es mit Lüdersburg und Jürgenstorf zwei selbstständige Gemeinden.
Am 1. März 1974 wurde die Nachbargemeinde Jürgenstorf in die Gemeinde Lüdersburg eingegliedert. Erster Bürgermeister war Helmuth Schäfer.

## Politik
Die Gemeinde Lüdersburg gehört zum Landtagswahlkreis 48 Elbe und zum Bundestagswahlkreis 38 Lüchow-Dannenberg – Lüneburg.

### Bürgermeister
Bürgermeister der Gemeinde ist Klaus Bockelmann (FWGL), Stellvertreter Bürgermeister ist Frank Büntig (CDU).

### Gemeinderat
Der Rat der Gemeinde Lüdersburg setzt sich aus neun Mitgliedern zusammen. Die Ratsmitglieder werden durch eine Kommunalwahl für jeweils fünf Jahre gewählt.
Seit der Kommunalwahl am 12. September 2021 setzt sich der Gemeinderat wie folgt zusammen:
- SPD: 1 Sitz
- CDU: 3 Sitze
- FWGL: 5 Sitze

### Wappen
Das Wappen der Gemeinde ist vertikal geteilt. Auf der nichtheraldisch linken Seite befindet sich ein silbernes Bauwerk (das ehemalige Rittergut) oberhalb von zwei silbernen Wasserläufen der alten Neetze und der Bruchwetter auf grünem Grund. Die nichtheraldisch rechte Seite zeigt einen sechsblättrigen grünen Lindenzweig auf goldenem Grund. Die Lindenblätter stehen für die sechs Ortsteile der Gemeinde, die Zweige für die weite Ausdehnung.

### Feuerwehr
In der Gemeinde Lüdersburg gibt es die zwei Freiwilligen Feuerwehren Lüdersburg und Jürgenstorf. Beide Feuerwehren haben zusammen etwa 45 Mitglieder. Für den Brandschutz ist die Samtgemeinde Scharnebeck zuständig.

## Kultur und Sehenswürdigkeiten

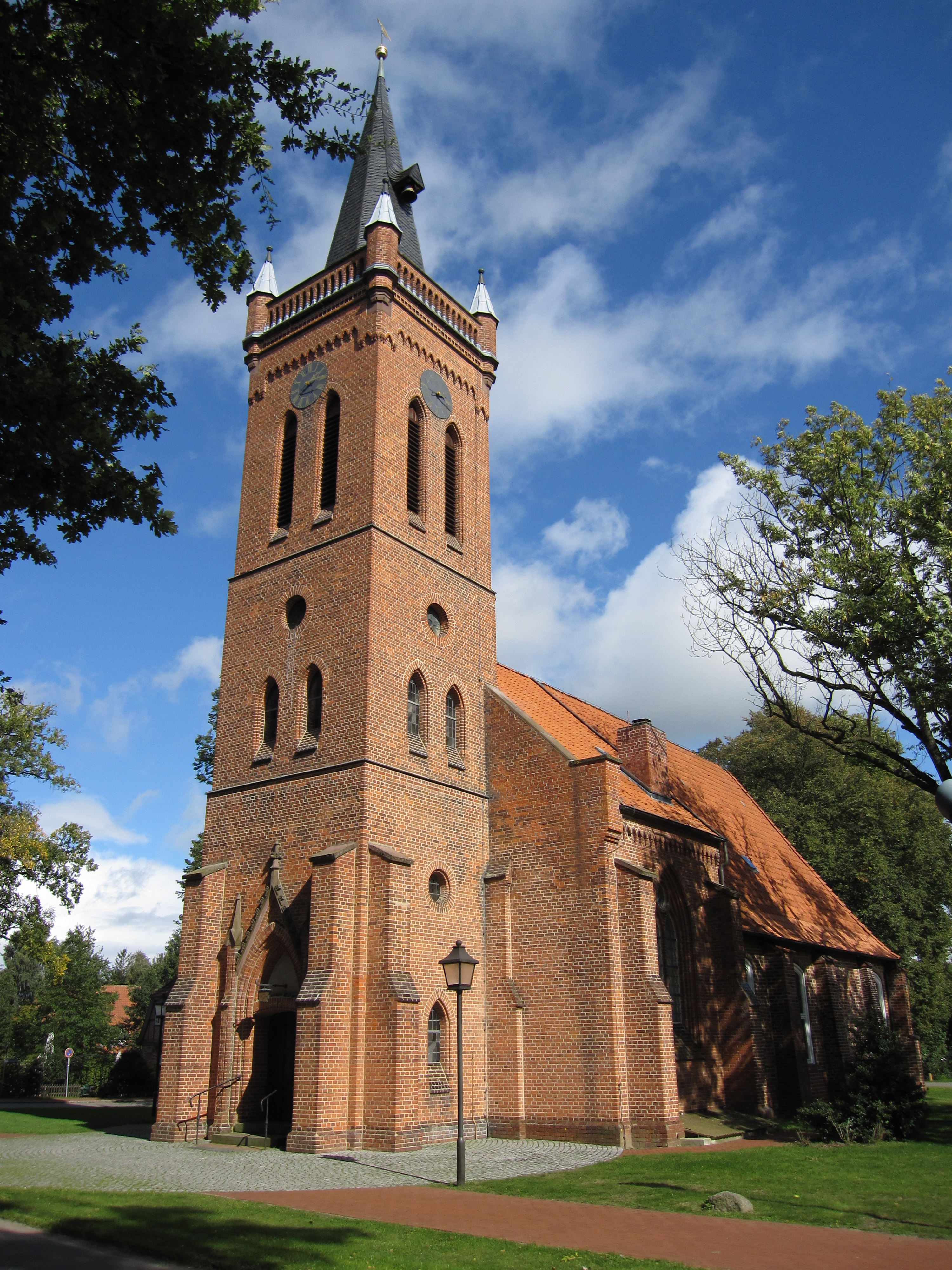
Kirche Peter und Paul als Mittelpunkt des Dorfes Lüdersburg

Dörflicher Mittelpunkt ist die aus dem 16. Jahrhundert stammende Kirche St. Peter und Paul. Der Kirchturm wurde 1872 anstelle eines hölzernen Turms von Werner von Spörcken errichtet.
Die Gemeinde ist bekannt für das 1776 als Herrenhaus errichtete Schloss Lüdersburg, das sich seit dem 18. Jahrhundert im Besitz der Freiherren von Spörcken befindet. Das Schloss wird heute als Hotel mit Golfanlage betrieben. Der gesamte Ortskern von Lüdersburg steht unter Denkmalschutz. Auf Luftbildern ist zu erkennen, dass Lüdersburg ehemals ein Rundling gewesen sein muss.

## Persönlichkeiten
- Georg Hackmann (1903–1975), Oberlandforstmeister